# Геологія Харківської області
Більша частина території Харківської області перебуває у межах одного з найбільших геоструктурних елементів, які визначають тектонічне районування України — Дніпро́всько-Доне́цької запа́дини (ДДЗ), а у північно-східній частині зачіпає Воронезьку антеклізу.

## Ресурси
Корисні копалини в області представлені природним газом та нафтою (Ефремівське, Західно-Крестищенське, Кегичівське, Ракитнянське та інші родовища, які входять до складу Дніпрово-Прип'ятської нафтогазоносної провінції), кам'яним і бурим вугіллям, кам'яною сіллю, фосфоритами, вохрою, глиною, пісками, вапняками, крейдою тощо.

## Галерея

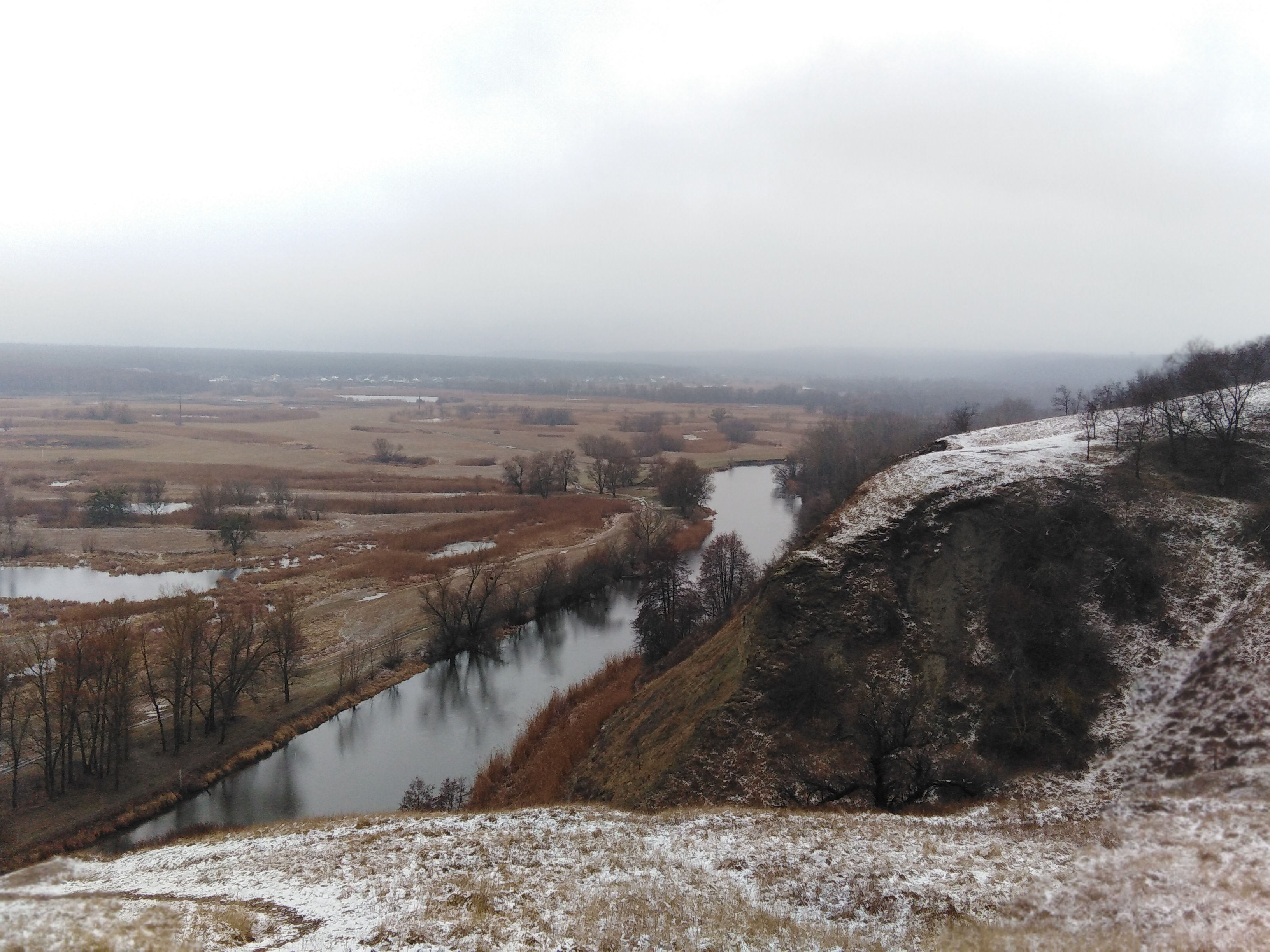
Зміївські кручі  – висока гряда по березі Сіверського Дінця
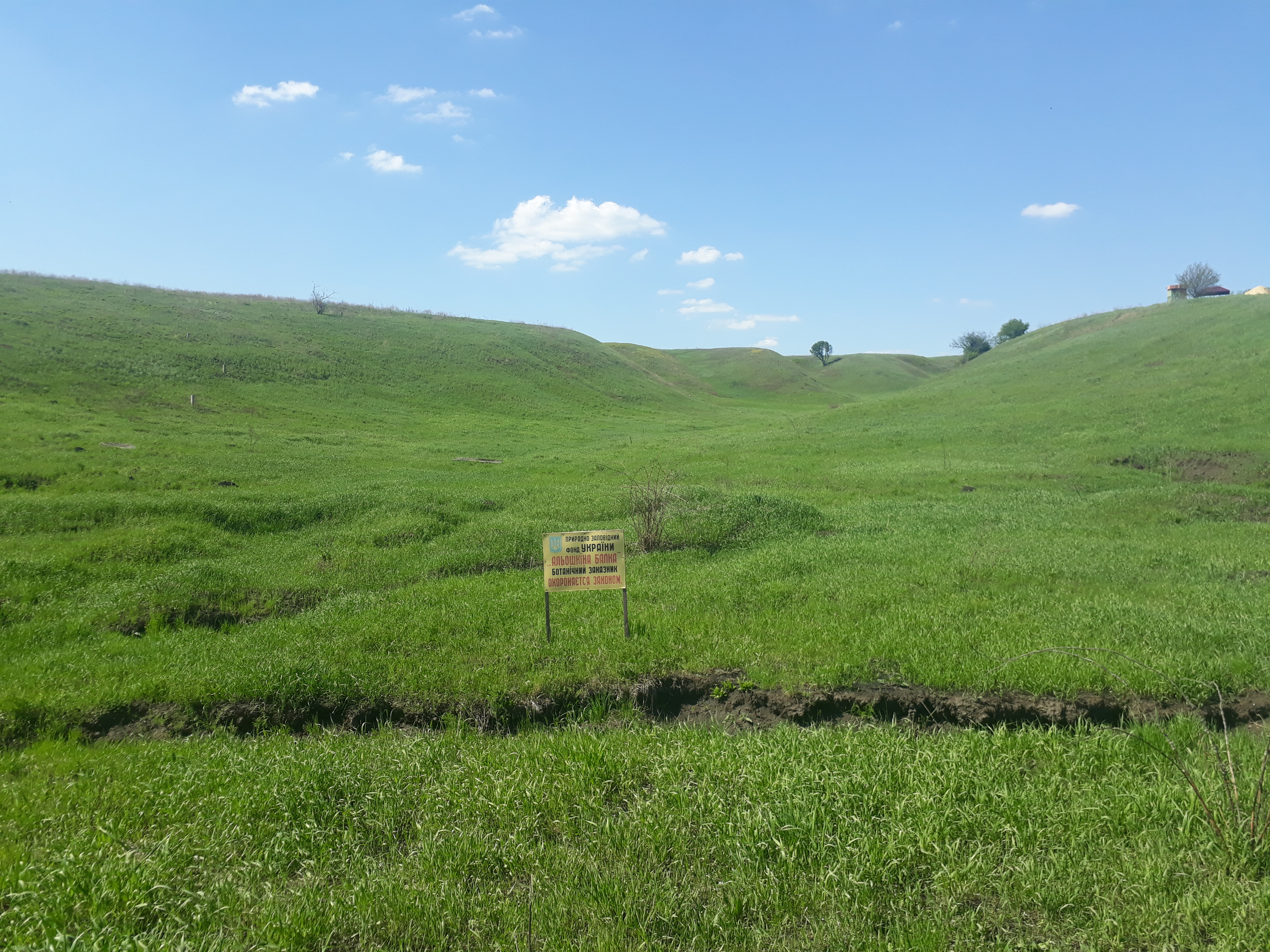
"Альошкина балка" - ботанічний заказник, який забезпечує збереження рослин лучного степу на крутих схилах балки